# Reeperbahn

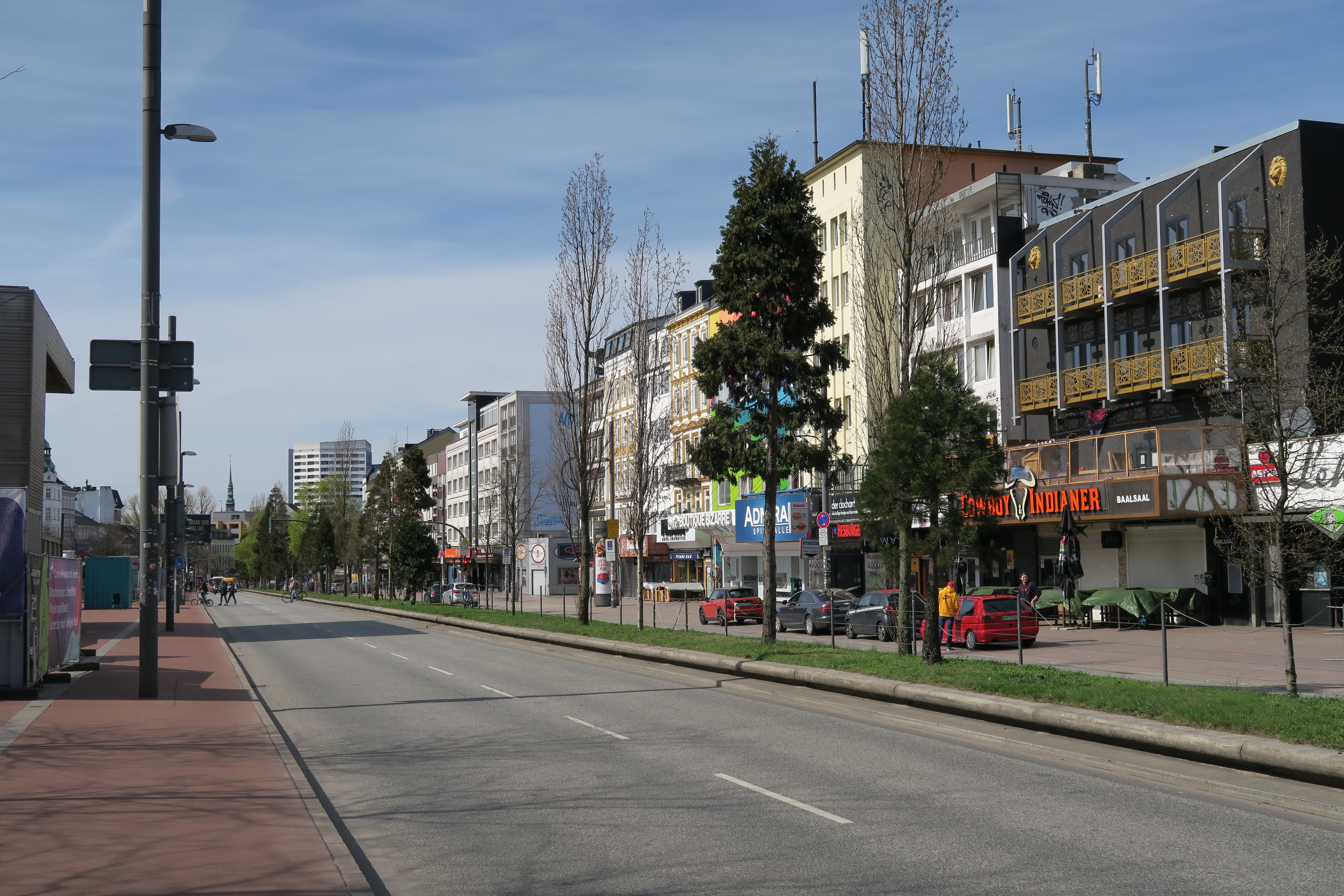
Reeperbahn in Höhe des Spielbudenplatzes

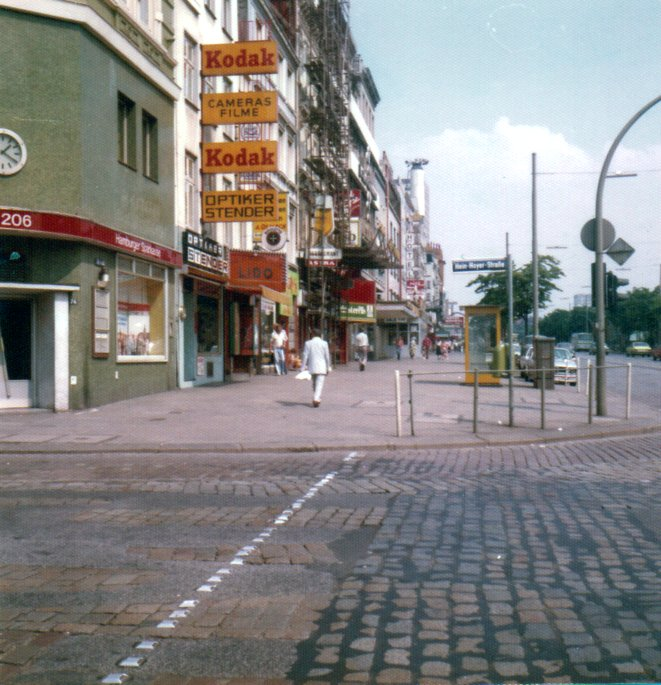
Reeperbahn Ecke Hein-Hoyer-Str. August 1975

Die Kreuzung Reeperbahn / Davidstraße / Hein-Hoyer-Straße in Hamburg in den 1970er Jahren

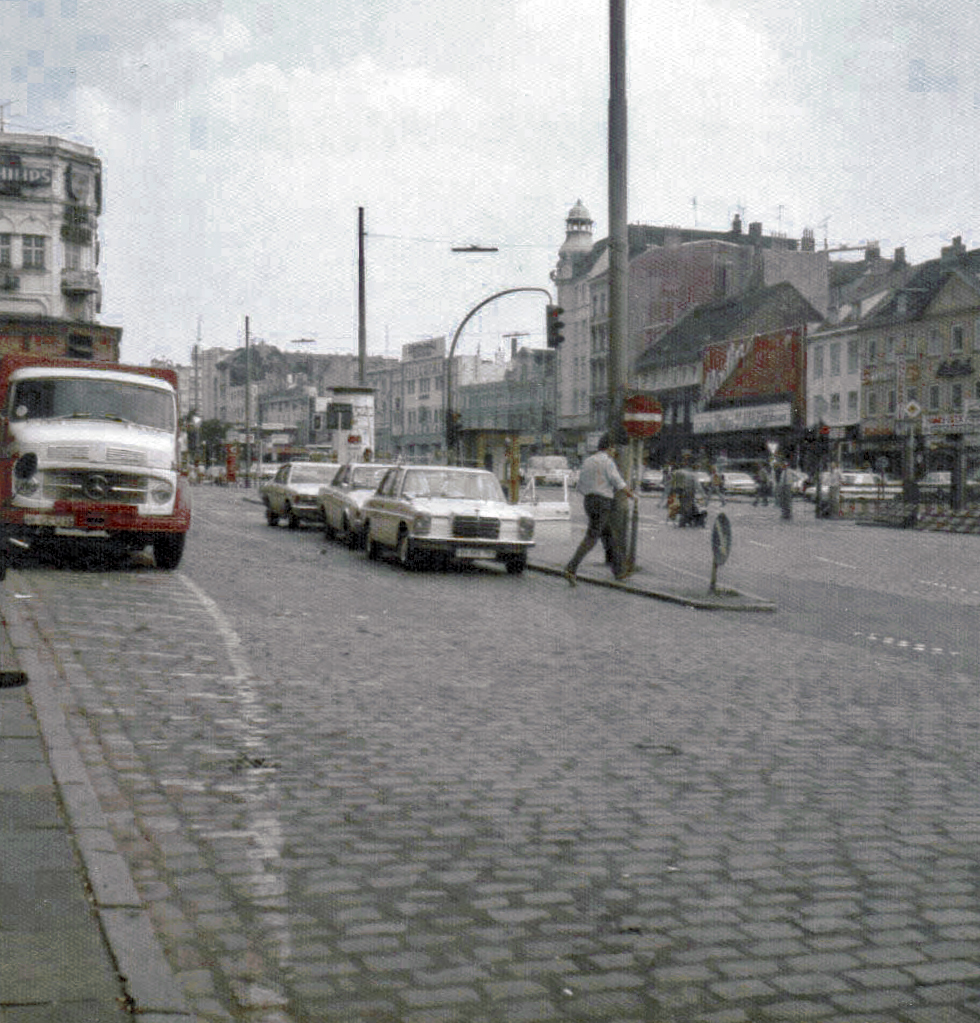
Reeperbahn an der Ecke Talstraße, hinten mittig das St. Pauli-Theater, August 1975

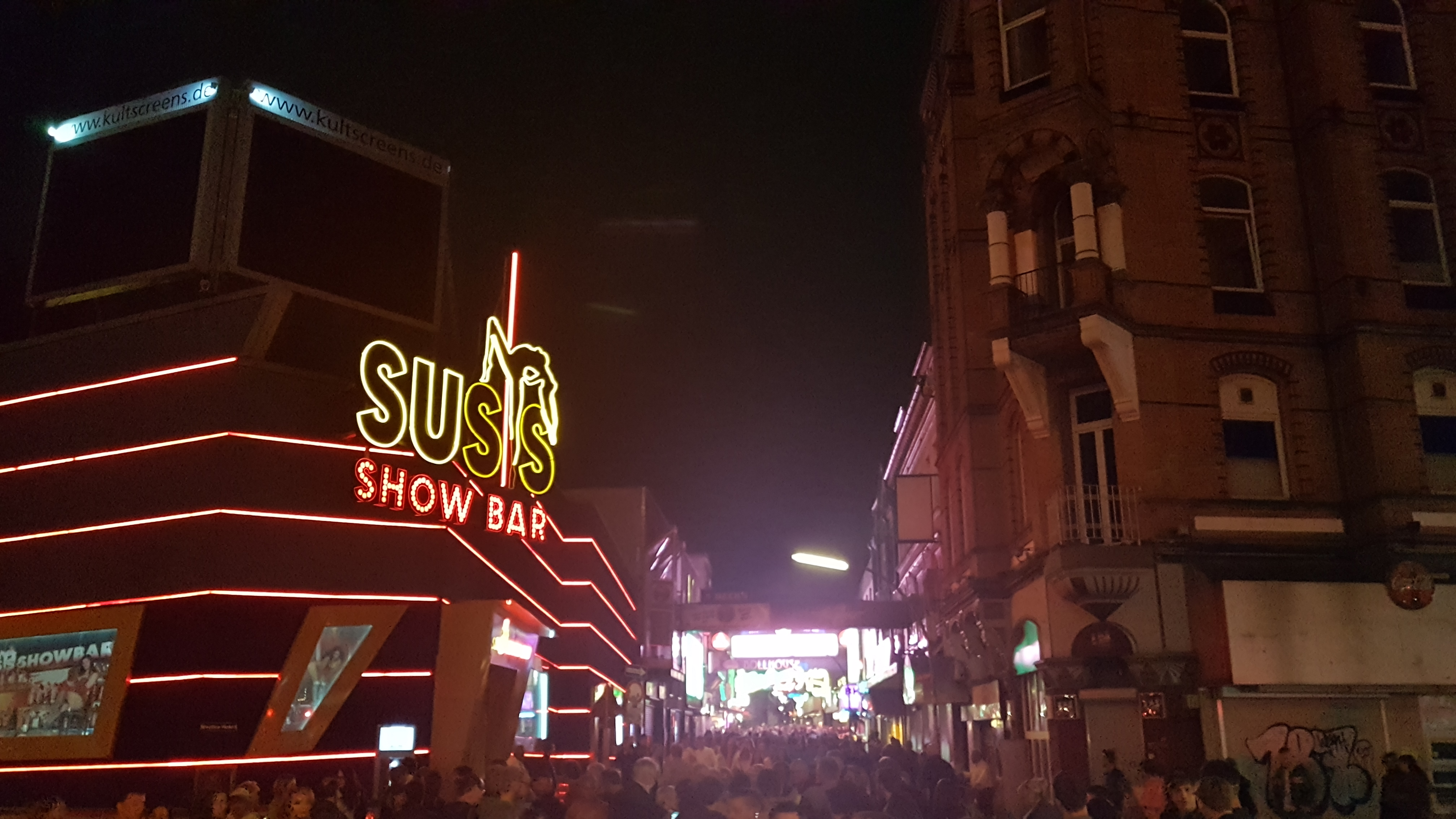
Blick bei Nacht in die Seitenstraße Große Freiheit vom Beatles-Platz aus gesehen, 2018

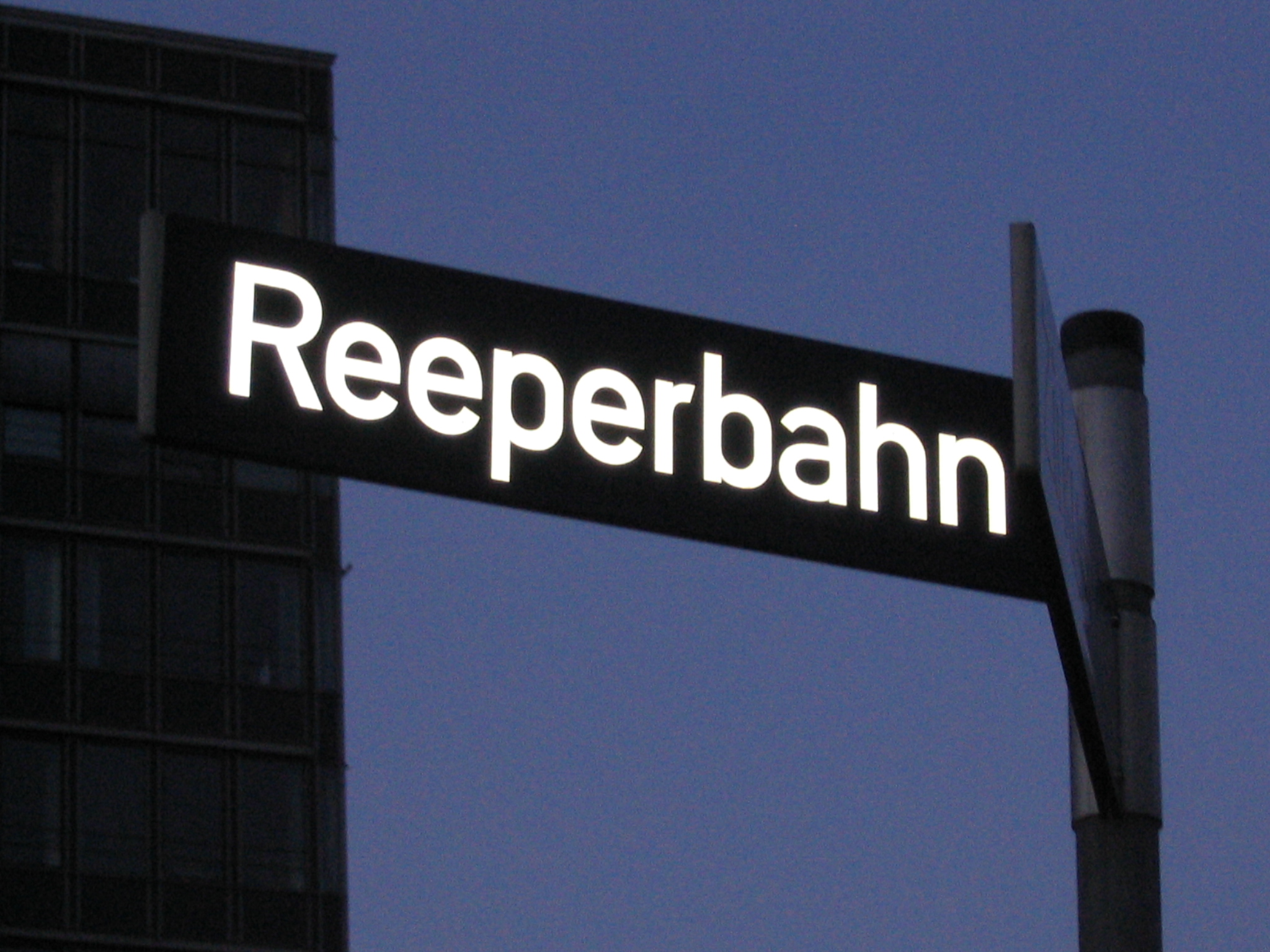
Straßenschild Reeperbahn in der Nacht

Die Reeperbahn ist die zentrale Straße im Vergnügungs- und Rotlichtviertel des Hamburger Stadtteils St. Pauli. Sie ist etwa 930 Meter lang und verläuft vom Millerntor in Richtung Westen bis hin zum Nobistor (Hamburg-Altona), wo sie in die Königstraße übergeht. Die große Anzahl an Bars, Nachtclubs und Diskotheken, vor allem aber das dort konzentrierte Rotlichtmilieu, hat ihr den Spitznamen „die sündigste Meile der Welt“ eingebracht.

## Sehenswürdigkeiten
Zu den Sehenswürdigkeiten an der Reeperbahn gehören zahlreiche Bars, Nachtclubs und Diskotheken. Dazu zählen das bekannte Café Keese (bis 2015, seitdem residiert dort ein Lokal der Sausalitos Holding GmbH), die fensterlose Kneipe „Zur Ritze“ mit eigenem Boxkeller sowie verschiedenartige Lokalitäten, die sich in den Seitenstraßen, wie der vom Beatles-Platz abzweigenden Großen Freiheit oder dem Hans-Albers-Platz, fortsetzen. Theater konzentrieren sich am parallel zur Reeperbahn verlaufenden Spielbudenplatz mit der bekanntesten deutschen Polizeiwache, der Davidwache, dem Wachsfigurenkabinett Panoptikum, dem St. Pauli Theater, Schmidt Theater und Schmidts Tivoli sowie dem Operettenhaus.
Zu den bekannten Etablissements im Erotikbereich gehören das Dollhouse, das Safari, bzw. seit 2015 das Safari Bierdorf und das A la Charm. Auch die SM-Szene ist auf der Reeperbahn ansässig. Der Club de Sade ist Europas ältester SM-Klub aus den 1960er Jahren.
Seit 2025 befindet sich der bekannte Musikclub Molotow im ehemaligen Top Ten (Reeperbahn 136).
Parallel zur Reeperbahn verläuft etwas versteckt im Süden die bekannte Herbertstraße, eine Bordellstraße, die nur zu Fuß und durch zwei Sichtblenden hindurch betreten werden kann.
Schon seit den 1960er Jahren wird über eine Umgestaltung des zentralen Spielbudenplatzes diskutiert, um diesen Platz auf dem Kiez wiederzubeleben. Zunächst wurden Ende der 1960er Jahre ein- bis zweigeschossige Pavillons errichtet, wie sie auch in Einkaufszentren dieser Zeit üblich waren. Es siedelten sich zunächst verschiedene (Fastfood-)Gaststätten, Freizeitclubs (mit Billard, Tischfußball und ähnlichem) sowie kleinere Läden für Bekleidung, Andenken, Postershops etc. an. Jedoch entstanden durch die stark unübersichtlich verwinkelte, enge Passage große Hygiene- und Sicherheitsprobleme, wodurch viele Geschäfte, besonders im mittleren Bereich schnell wieder geschlossen wurden und nicht wieder vermietet werden konnten. Dadurch entwickelte sich der Spielbudenplatz zunehmend zu einem Schandfleck. Ende der 1980er Jahre wurden die dortigen Pavillons abgerissen, und die rund 300 m lange Fläche blieb oftmals ungenutzt. Nach kontrovers diskutierten Vorschlägen (u. a. eine Installation mit zwei Kränen von Jeff Koons) wurde im Dezember 2004 ein Plan mit zwei einander gegenüber liegenden beweglichen Bühnen, auf denen regelmäßig Veranstaltungen stattfinden sollen, durch die Stadt Hamburg beschlossen und umgesetzt. Am 2. Juni 2006 wurde der 9,7 Mio. € teure Umbau von Spielbudenplatz und Reeperbahn offiziell eingeweiht. Anfang September 2015 brannte die westliche Bühne ab und wurde bislang (Stand: Januar 2024) nicht wieder aufgebaut.
Im Operettenhaus wurde bis 2001 das Musical Cats von Andrew Lloyd Webber deutsch uraufgeführt, sowie von 2002 bis 2007 Mamma Mia!, das ABBA-Musical, ebenfalls in deutscher Uraufführung. Im Dezember 2007 feierte dort das Udo-Jürgens-Musical Ich war noch niemals in New York Weltpremiere. Dieses wurde im Herbst 2010 von Sister Act abgelöst. Im November 2012 hatte dann Rocky – fight from the heart Premiere. Von Herbst 2016 bis Sommer 2017 wurde hier das Hinterm Horizont mit Liedern von Udo Lindenberg aufgeführt.
Den Beatles gelang nahe der Reeperbahn ein großer Schritt auf dem Wege zu ihrer Weltkarriere, wo sie unter anderem im „Star-Club“, „Kaiserkeller“, „Top Ten Club“ und im „Indra“ auftraten. Der Beatles-Platz erinnert an diese Ereignisse. Berühmtheit erlangte die Reeperbahn mit dem Film Große Freiheit Nr. 7 (UFA 1944) mit Hans Albers und dem von ihm darin gesungenen Lied Auf der Reeperbahn nachts um halb eins. Ein Denkmal auf dem direkt an die Reeperbahn angrenzenden Hans-Albers-Platz stellt ihn wie im Film mit Schifferklavier und Schiffermütze dar. Udo Lindenberg hat als einziger Künstler einen Stern auf der Reeperbahn, der den Sternen auf dem Hollywood Walk of Fame nachempfunden ist. Auch er hat mit Reeperbahn die „geile Meile“ besungen, genauso wie Tom Waits mit seinem gleichnamigen Lied.
Seit 2006 findet auf der Reeperbahn jährlich im September das Reeperbahn Festival statt. Weitere jährliche Großveranstaltungen sind der Schlagermove Anfang Juli und die Harley Days.
Im September 2011 fand das Richtfest für die Tanzenden Türme statt. Unter der Adresse Reeperbahn 1 wurde hier 2013 der Mojo Club wiedereröffnet. 16 Jahre zuvor war in Prag das Tanzende Haus entstanden. Ein weiteres Symbol der Gentrifizierung des Kiez ist das Niebuhr-Hochhaus am westlichen Ende der Reeperbahn, einst als „Nuttenbunker“ verschrien, aber nach Sanierung in teure Eigentumswohnungen umgewandelt.

## Geschichte

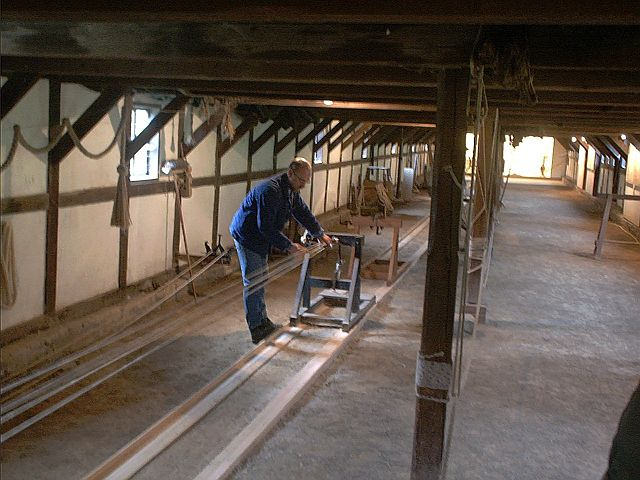
Eine Reeperbahn in einer Seilerei

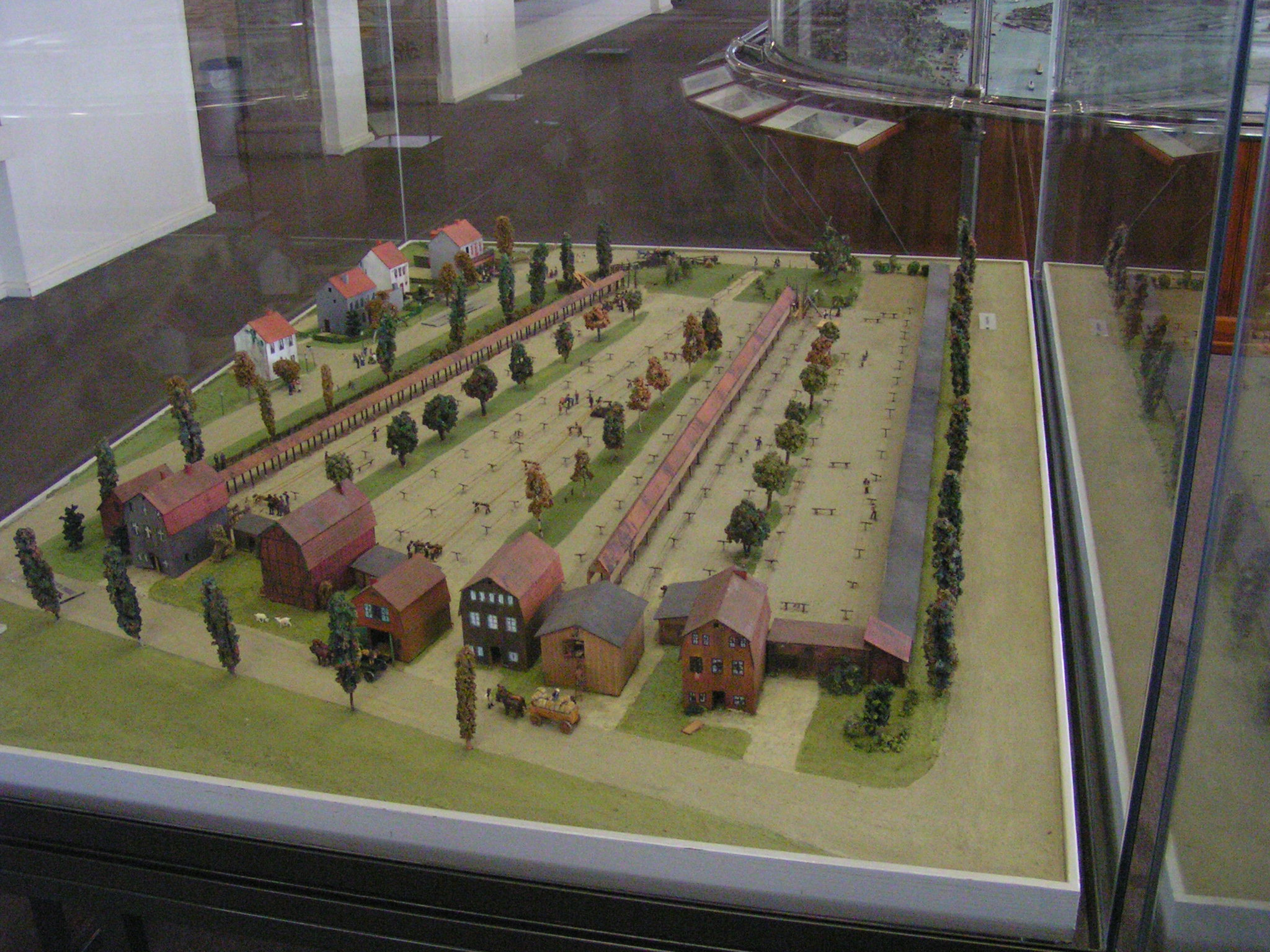
Modell der historischen Seilerei im Museum für Hamburgische Geschichte

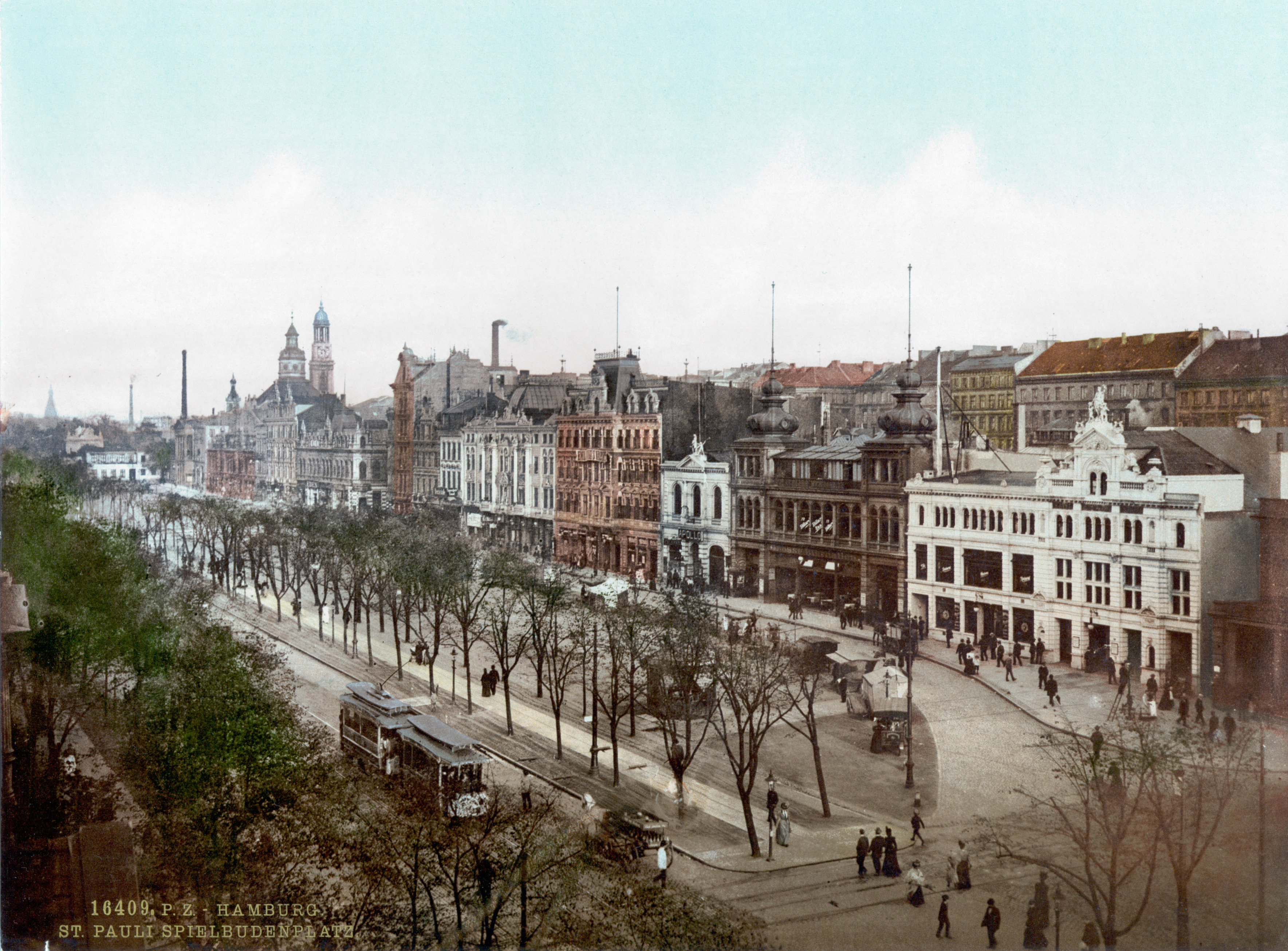
Spielbudenplatz ca. 1900, im Hintergrund die Hauptkirche Sankt Michaelis

Die Reeperbahn erhielt ihren Namen von Taumachern und Seilern, den sogenannten Reepschlägern, die für die Herstellung von Schiffstauen eine lange, gerade Bahn benötigen. Dementsprechend gibt es auch in anderen Städten Straßen dieses oder ähnlichen Namens, beispielsweise in Kiel, Elmshorn, Schleswig, Stade, Buxtehude, Bremen (Reepschlägerbahn) oder im dänischen Aalborg. 
Im Gegensatz zur Seilerbahn, auf der Seile bis zu 50 Metern Länge hergestellt werden konnten (Seilerstraße in Hamburg), bedurfte es für längere und dickere Taue (niederdeutsch) einer etwa 400 Meter langen Bahn, der Reeperbahn, auf Hochdeutsch auch Reiferbahn genannt. Als die Segelschiffe immer größer wurden und die Takelagen entsprechende Ausmaße angenommen hatten, mussten die Reepschläger vor die Stadt ziehen, wo noch ausreichend Platz vorhanden war, um Seile von bis zu tausend Metern drillen zu können. Die letzte echte auf Hamburger Gebiet verbliebene Reeperbahn ist heute in Hamburg-Hausbruch auf der südlichen Elbseite zu finden.
Die Hamburger Reepschläger waren von 1626 bis 1883 in einem breiten Gebiet nördlich der heutigen Reeperbahn (bis etwa heutige Simon von Utrecht-Straße) lokalisiert. Auf einer Hamburg-Karte von 1791 ist dies nördlich des „Hamburger Bergs“ mit dem Namen „Reepschläger Bahn“ nebst den „Reepschläge-Hütten“ westlich der Hamburger Stadtbefestigung Richtung Altona eingetragen. Der südlichere Weg Richtung Altona erhielt dann Ende des 18. Jahrhunderts den Namen Reeperbahn, wo aber auch schon erste Buden am Spielbudenplatz auftauchten. Eine erste Wohnbebauung wurde 1826–1827 nach Entwürfen von Wimmel als kleinteilige Wohnhäuser im Stil einer Hausreihe auf der Nordseite der Reeperbahn zwischen Millerntor und dem Hamburger Berg vorgenommen. 1841 wurde das St. Pauli Theater gegründet. Die Reeperbahn lag in der Vorstadt Hamburger Berg (alte Bezeichnung St. Paulis) genau zwischen den beiden Städten Hamburg mit der Stadtgrenze Millerntor und Altona mit der Stadtgrenze Nobistor auf Höhe der Einmündung der Großen Freiheit. Menschen und Gewerbe, die in beiden Städten unerwünscht waren, konnten sich so in unmittelbarer Nähe ansiedeln und waren dennoch in das Stadtleben eingebunden.  Nach 1860 folgten weitere Vergnügungseinrichtungen wie Bierhallen und Ballhäuser. Für die in den 1880er Jahren angelegten Querstraßen (Hein Hoyer-Straße, Bremer Straße) wurden später einzelne Häuser abgerissen. 1899 wurde noch die westlich anschließende Lange Reihe in die Reeperbahn integriert. Anfang des 20. Jahrhunderts kamen erste Kinos (Knopf's Lichtspielhaus), in den 1920er Jahren Lokale (Zillertal), Varietés (Alkazar) und das Tanzlokal Café Heinze, dem 1953 das Café Keese nachfolgte, in den 1960er Jahren schließlich Großbordelle wie das Eros-Center.
Nachdem die Anzahl der Gewaltdelikte auf St. Pauli kontinuierlich angestiegen war, wurde 2007 ein Waffenverbot für die Reeperbahn und die Seitenstraßen erlassen, Waffen, Messer und andere gefährliche Gegenstände mitzuführen. Die ansässigen Geschäfte wurden aufgefordert, keine Glasflaschen mehr zu verkaufen. Durch das Glasflaschenverbotsgesetz wurde 2009 auch das Mitführen von Glasflaschen und Gläsern in den Wochenendnächten und vor Feiertagen vollständig verboten und kann mit bis zu 5000 € Geldbuße bestraft werden. Gelbe Hinweisschilder grenzen das Gebiet ein. Ein Rückgang der Gewalt ist durch diese Maßnahme nicht festgestellt worden.
Im Dezember 2011 wurde von der IG St. Pauli der Antrag gestellt, die Reeperbahn zu einem „Business Improvement District“ (BID) zu machen, um für mehr Sauberkeit und ein besseres Gesamtbild zu sorgen.

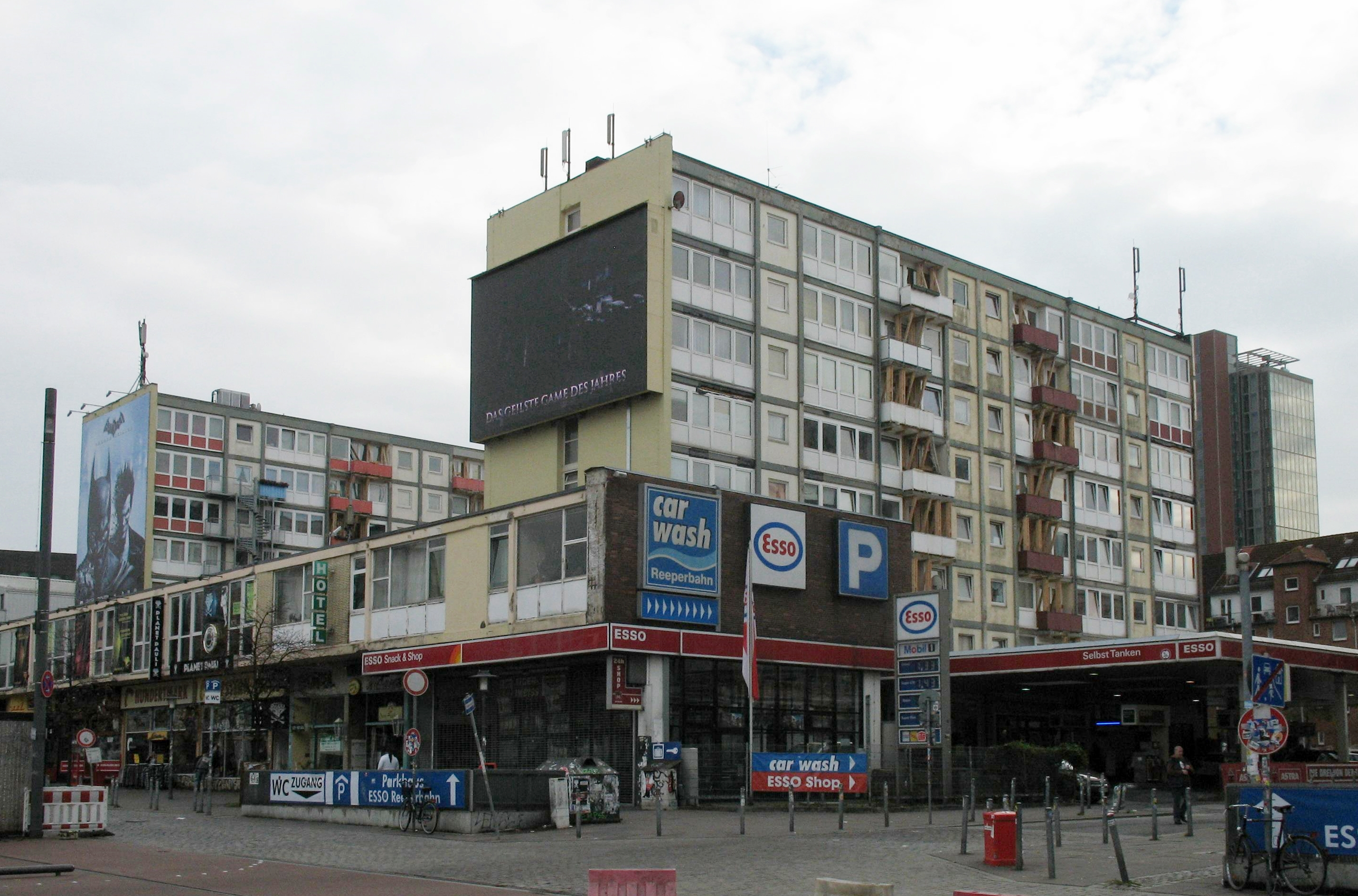
Esso-Tankstelle und „Esso-Häuser“ im November 2013

Bis zum Dezember 2013 befand sich an der Reeperbahn eine über die Stadtgrenzen hinaus bekannte Esso-Tankstelle, die täglich rund um die Uhr geöffnet hatte und von vielen Kiez-Besuchern frequentiert wurde.
Durch die COVID-19-Pandemie kam der Betrieb auf der Reeperbahn im April 2020 fast völlig zum Erliegen. Nach Aufhebung fast aller Corona-Beschränkungen im Mai 2022 ging der Betrieb auf der Reeperbahn wie früher weiter.

## Verkehrsanbindung

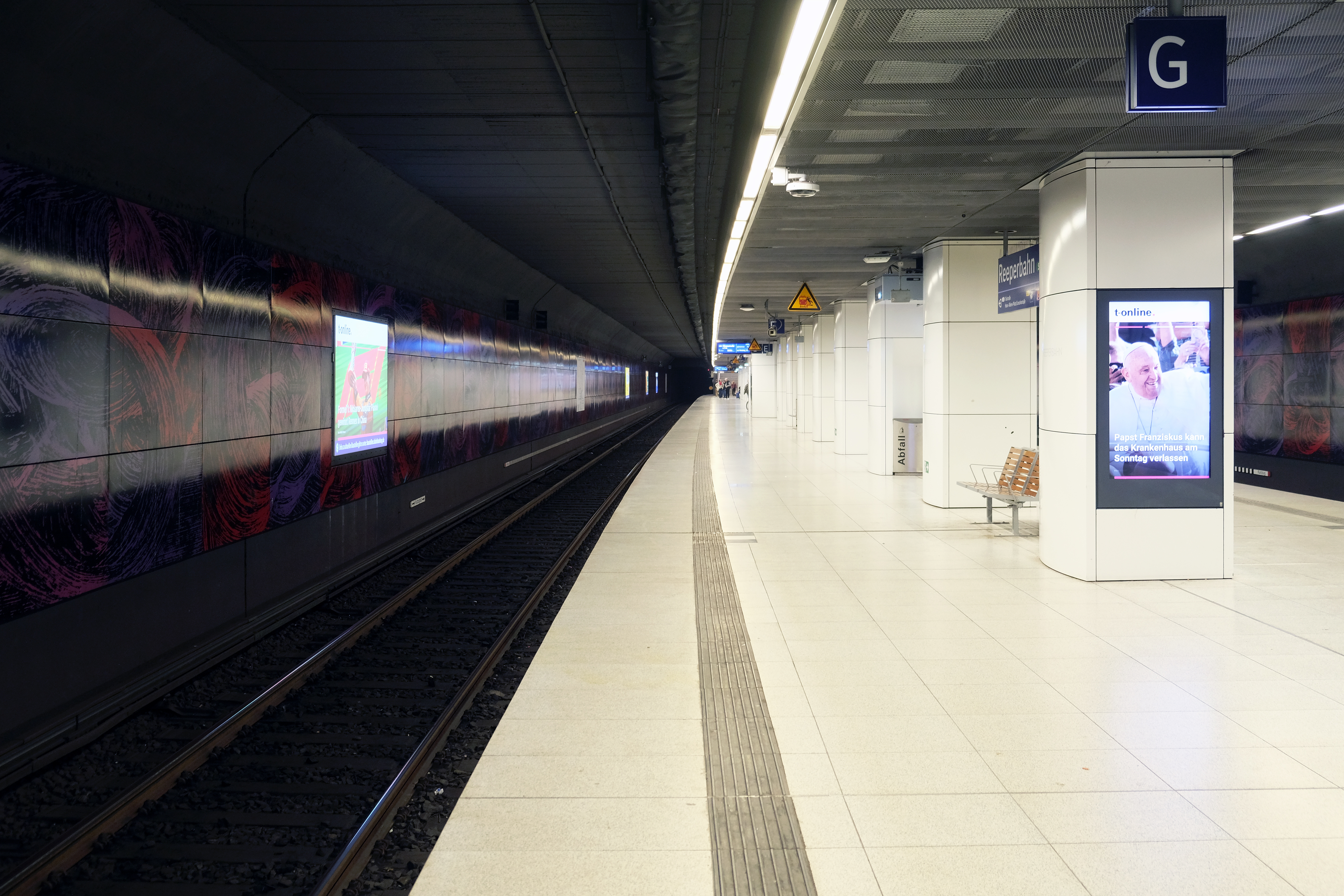
S-Bahnhof Reeperbahn

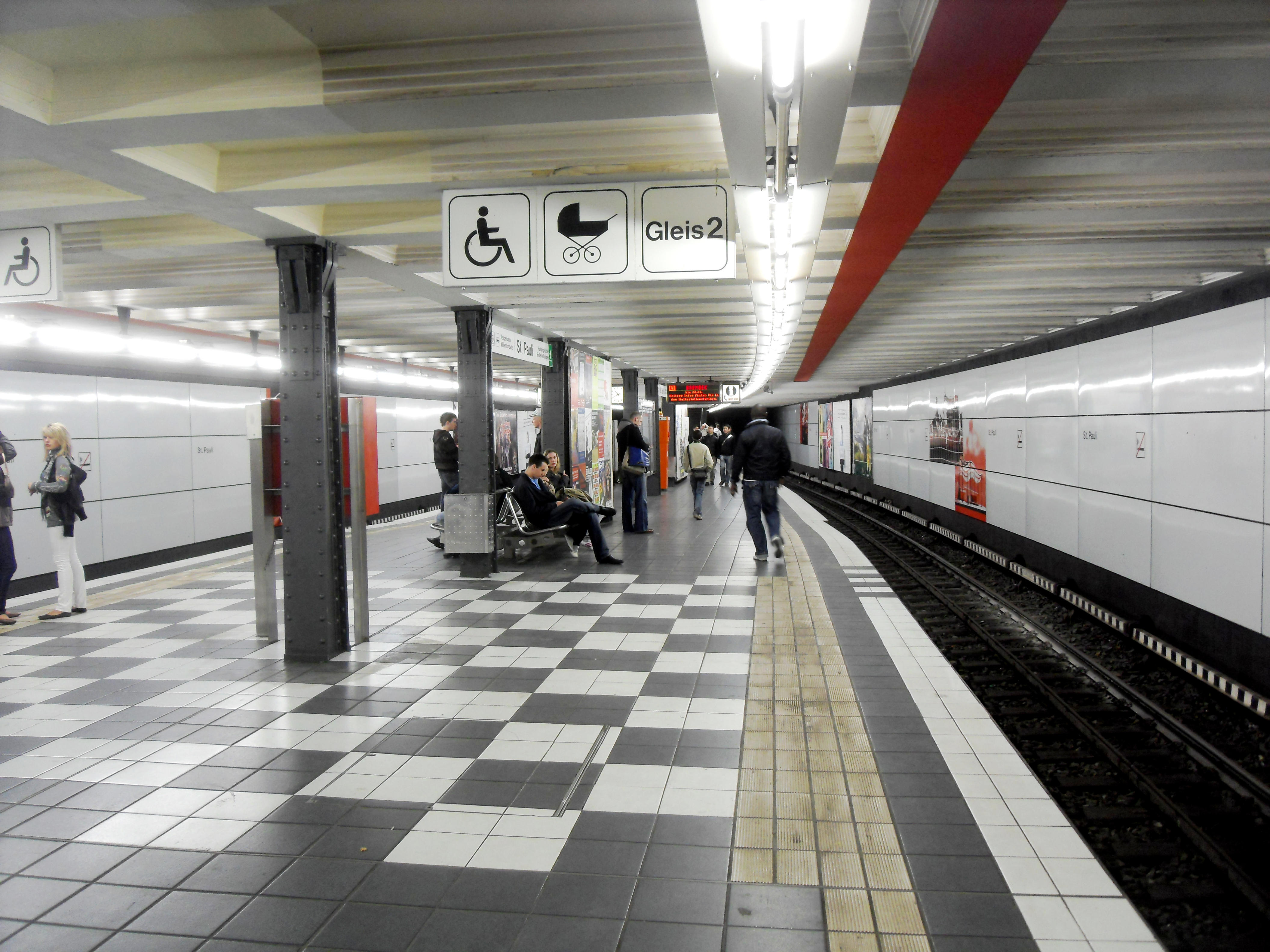
U-Bahn-Station St. Pauli

Die Reeperbahn stellt in Richtung Osten eine Zubringerstraße zur Bundesstraße 4 (Ludwig-Erhard-Straße und Willy-Brandt-Straße) dar. Im Westen führt sie ab der Kreuzung Holstenstraße Ecke Pepermölenbek als Königstraße weiter Richtung Altona-Altstadt.
Auf der Reeperbahn befinden sich zwei Bushaltestellen (S-Reeperbahn und Davidstraße). Eine weitere gibt es auf dem östlich anschließenden Millerntorplatz am U-Bahnhof St. Pauli mit der Linie U3.
Am westlichen Ende der Reeperbahn liegt die S-Bahn-Tunnelstation Reeperbahn der Linien S1 und S3. Sie hat zwei Ausgänge auf Höhe Talstraße/Silbersackstraße sowie drei Ausgänge an der Kreuzung der Straßen Königstraße, Nobistor und Pepermölenbek.  

## Zitate
Der Berliner Feuilletonist Pem schilderte 1929 seine Eindrücke von der Reeperbahn in der Neuen Berliner Zeitung/12-Uhr-Blatt:

„Daß dies die Straße der tollsten Gegensätze ist, daß hier das bürgerliche Restaurant neben der Kaschemme, das elegante Nachtlokal neben dem vulgären Hippodrom steht – das ist nichts Neues und doch immer wieder erregend im Wechsel der Atmosphäre, an dem Ausgleich aller sozialen Gegensätze. Der vollgefressene Gent erregt zwischen Chinesen, Dirnen und Arbeitern nicht ein Blinzeln – im Hippodrom bei dreißig Pfennig der Ritt, ‚Galopp eine Mark‘, fallen alle gleichmäßig vom Gaul, nicht nur die dazu eigens angestellten Mädchen mit endlosen Seidenbeinen; das Primat der Brieftasche ist aufgehoben.“